# イプスウィッチ連続殺人事件
イプスウィッチ連続殺人事件（イプスウィッチれんぞくさつじんじけん）は2006年（平成18年）10月30日から12月10日にかけて発生した連続殺人事件で、イングランドのサフォーク州イプスウィッチ付近で5名の女性の遺体が発見された。被害者は全員イプスウィッチで仕事をしていた売春婦だった。犯人はサフォーク・ストラングラー（英: Suffolk Strangler、直訳すると「サフォークの絞殺魔」）と呼ばれていた。遺体は全て裸にされていたが、性的暴行の痕跡はなかった。被害者の中でアネリ・アルダートンとポーラ・クレネルの2名は窒息死したことが確認されているが、他の被害者の死因は不明のままである。
サフォーク警察は5件の殺人を同一犯のものと考え、「オペレーション・スマック」(英: Operation Sumac) というコードネームの捜査活動を開始した。捜査の規模が大きかったため、他からも応援の警察官を選抜して派遣した。こうして連続殺人に関与したとして2名が捜査線上に浮上した。ただし、第1の被疑者は公式には名前が明かされず、すぐに釈放された。2006年12月19日、第2の被疑者である48歳のフォークリフト車運転手スティーブン・ジェラルド・ジェームズ・ライト（英: Steven Gerald James Wright、スティーブ・ライト <英: Steve Wright>）が殺人の容疑で逮捕され、12月21日に5名の被害者全員を殺害した容疑で起訴された。
ライトは直ちに勾留され、2008年1月14日に裁判がイプスウィッチ刑事法院で開始された。ライトは5名の被害者全員と関係を持ったことや、1980年代から買春を行っていたことを認めたものの、殺人においては無罪を主張した。検察は、ライトと被害者たちとの関係を示すDNAと繊維の証拠を法廷に提出した。2008年2月21日、ライトは5名全員の殺害で有罪評決を受け、イギリスでは最も重い刑罰である仮釈放無しの終身刑を言い渡された。
ライトによるこの連続殺人事件は、イギリス中から多大な関心を集めた。メディアはしばしばこの事件をヨークシャー・リッパーことピーター・サトクリフの犯行と比較した。サトクリフは1975年から1981年にかけて13名の女性を殺害・7名を負傷させており、本件と同じく被害者のほとんどは売春婦だった。当時のメディアの過熱した報道が裁判を脅かす可能性が一部で懸念された。また、この事件によりメディアでは売春婦を取り巻く法律についての議論も巻き起こった。

## 捜査

遺体の発見現場。いずれもイプスウィッチ周辺だが異なる場所で発見された。

2006年12月2日、ヒントルシャムの近くにあるソープス・ヒルのベルステッド・ブルックという川の中で若い女性の遺体が一般市民により発見された。遺体は性的暴行を受けていなかった。遺体の身元は後に25歳のジェンマ・アダムスであると判明した。6日後の12月8日、アダムスの友人であり、10月30日から行方不明だった19歳のタニア・ニコルの遺体が発見された。場所はイプスウィッチのすぐ外れのコップドック・ミルで、こちらも水中で発見された。ニコルにも性的暴行の痕跡はなかった。12月10日、第3の被害者の遺体がナクトン付近のA14号線のそばの森林地帯で一般市民により発見された。遺体の身元は後に24歳のアネリ・アルダートンであると判明した。警察の発表によると、アルダートンは窒息死しており、死亡時は妊娠3ヶ月だったという。
警察は記者会見で、女性はイプスウィッチの風俗街に近づかないようにと警告した。12月12日、サフォーク警察はさらに2人の女性の遺体が発見されたと発表した。12月14日、警察は2人の遺体のうちの1人が24歳のポーラ・クレネルであると確認した。クレネルは12月10日に失踪しており、最後に目撃された場所はイプスウィッチだった。サフォーク警察によると、クレネルの死因は喉の圧迫だったという。12月15日、警察は残りの1人の遺体の身元が29歳のアネット・ニコルズであると確認した。ニコルズは12月5日に失踪していた。

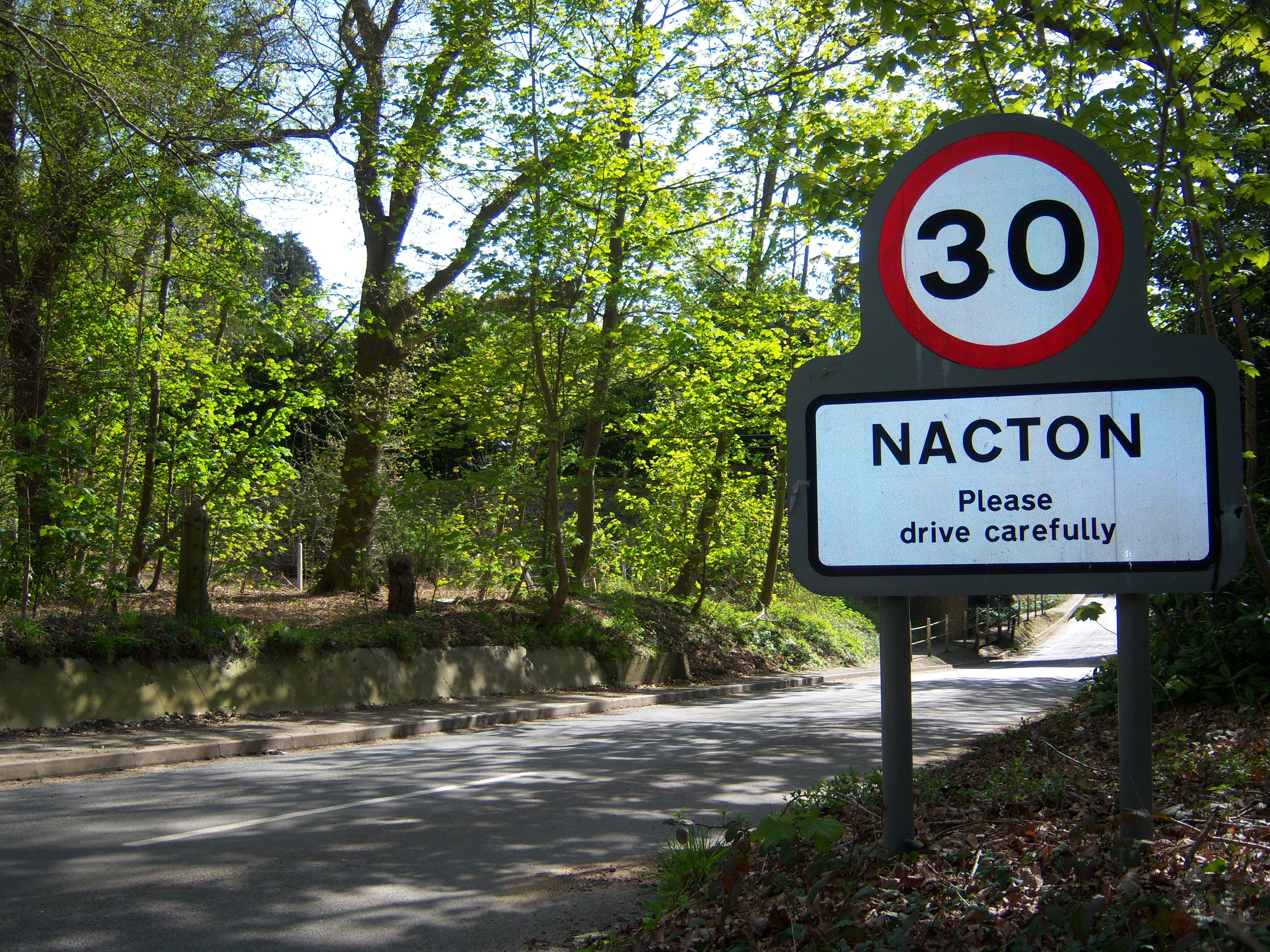
ナクトン村。アネリ・アルダートンの遺体の発見現場に程近い。

サフォーク警察はこれらの殺人事件が同一犯によるものと考え、「オペレーション・スマック」というコードネームの捜査活動を開始した。アラスター・マクワーター (英: Alastair McWhirter) 警察長は大規模な捜査になることから外部の助力を求めることを認めた。ロンドン警視庁のデーヴ・ジョンストン (英: Dave Johnston) 警視長がスコットランドヤードから派遣される捜査チームの顧問として選抜されたことが報じられた。日々の捜査はステュワート・ガル (英: Stewart Gull) 警視正が指揮した。
12月13・14日の記者会見でガル警視正は、警察は5人の遺体が発見された場所は遺体を遺棄しただけで殺人現場ではないと考えていると明かした。つまり、被害者たちはどこか別の場所で殺害され、後に遺体として発見された場所へ運び込まれたということになる。被害者たちが殺害された具体的な場所については言及しなかった。ガル警視正は、被害者たちのハンドバッグやジャケットなどの所持品が回収済みであり、どの女性の持ち物だったかを科学捜査により調べている最中であるとも明かした。
12月15日、サフォーク警察のウェブサイトで、この事件に関係する通報が合計で7,300件寄せられたことや、300名以上の警察官と専門家が事件に取り組んでおり、少なくとも25の警察からの応援があったことを公表した。12月18日には捜査に関与する警察官の人数は650名に増加した。そのうち350名は40の警察からの応援だった。事件に関する通報の件数も1万件ほどに増加した。

## 被害者

### タニア・ニコル
19歳でイプスウィッチ出身のタニア・ニコル (英: Tania Nicol) は10月30日に失踪した。ニコルの遺体は12月8日に警察の潜水人がコプドック・ミルの近くの川で発見した。性的暴行を受けた痕跡はなく、検死では明確な死因を特定できなかった。
ニコルはチャントリー・ハイスクールに通っていたが16歳のときに家出し、簡易宿泊所で暮らしていた。ニコルはヘロインやコカインを常習しており、薬物を手に入れるために売春で金を稼いでいた。元来はマッサージ・パーラーで働いていた。しかし、薬物を常用している疑いから退職を求められた。ニコルの母親はニコルが売春婦になっていたことを知らず、バーや理髪店で働いていると思っていた。

### ジェンマ・アダムス
25歳でケスグレーブ出身のジェンマ・ローズ・アダムス (英: Gemma Rose Adams) が最後に目撃されたのはイプスウィッチのウェスト・エンド・ロードだった。アダムスはその地で暮らしていた。アダムスは11月15日1時15分 (UTC) ごろに失踪した。アダムスの遺体は12月2日にヒントルシャムの川の中で発見された。最初に発見された被害者であり、遺体は裸にされていたが、性的暴行は受けていなかった。
アダムスは子供の頃は人気者で、中流階級の家庭の出身だった。10代の頃にヘロイン中毒になった。薬物を購入するために売春を行っていたが、これにより保険会社での仕事を失っていた。当時の愛人もヘロインの常用者で、アダムスが売春の仕事をしていることを知っていた。しかし、アダムスの家族はそのことを知らなかった。

### アネリ・アルダートン
24歳のアネリ・サラ・アルダートン (英: Anneli Sarah Alderton) は一児の母であり、当時は妊娠初期だった。エセックス州コルチェスターに住んでいた。アルダートンは12月3日に失踪し、最後に目撃されたのはハリッジからマニングツリーへ向かう17時53分の列車の中だった。アルダートンは18時15分にマニングツリーで列車を降り、別の列車に乗ってイプスウィッチへ向かった。列車は18時43分にイプスウィッチへ到着した。遺体は12月10日にナクトンの近くのアンバーフィールド・スクールの前の森林で発見された。
アルダートンは窒息死しており、服を脱がされ、十字架に磔にされたかのような姿勢になっていた。検死によりアルダートンの妊娠が判明した。アルダートンの家族も警察官から聞かされて初めて妊娠のことを知った。
アルダートンは1992年に両親が別居した後、母親とともにキプロスへ転居した。2人は1997年にイプスウィッチに戻った。アルダートンはコプルストン・ハイスクールに通い、試験で良い成績をとった。しかし、1988年、つまり16歳の頃、父親が肺がんで死亡し、それからまもなく薬物中毒になった。

### アネット・ニコルズ
29歳でイプスウィッチ出身のアネット・ニコルズ (英: Annette Nicholls) は一児の母だった。当初は12月4日に失踪したと考えられていた。しかし、裁判の際に、最後に目撃されたのは12月8日のイプスウィッチの中心街でのことであると明かされた。ニコルズの家族は、他の殺人事件のニュースを知って心配が募り、その後になってニコルズの失踪を届け出た。ニコルズの遺体は12月12日にレビントンの近くで発見された。裸にされていたが、性的暴行は受けておらず、同じく十字架に磔にされたかのような姿勢になっていた。明確な死因は確定できなかったが、呼吸を封じられていた。
ニコルズは2000年代前半にサフォーク大学の美容師養成課程を終えてまもなく薬物中毒になった。それからすぐに、薬物購入のための金を稼ぐために売春の仕事を始めた。公営住宅から住宅協同組合の提供する住宅へ転居した後、母親に自分の息子の面倒を見るように頼んだ。殺害された当時はイプスウィッチで男性と同棲していると考えられていた。

### ポーラ・クレネル
24歳のポーラ・ルーシール・クレネル (英: Paula Lucille Clennell) はノーサンバーランド出身だがイプスウィッチに住んでいた。12月10日0時20分ごろにイプスウィッチで失踪した。クレネルの遺体は12月12日、つまりニコルズの遺体が発見されたのと同じ日にレビントンの近くで発見された。裸にされていたが、性的暴行は受けていなかった。検死では、喉の圧迫が原因で死亡したと報告されている。殺害される前に、アングリア・ニュースのインタビューで最近の殺人事件についてコメントしており、車に乗るときに少し注意してはいるが、金が必要だから仕事を続けていると述べていた。
クレネルは殺害される10年前に自身の両親が離婚し、イースト・アングリアに転居した。クレネルには愛人との間に3人の子供がいたが、クレネルが薬物中毒だったことを理由に、全員が里親に出されて養子として引き取られた。

## 被疑者の逮捕

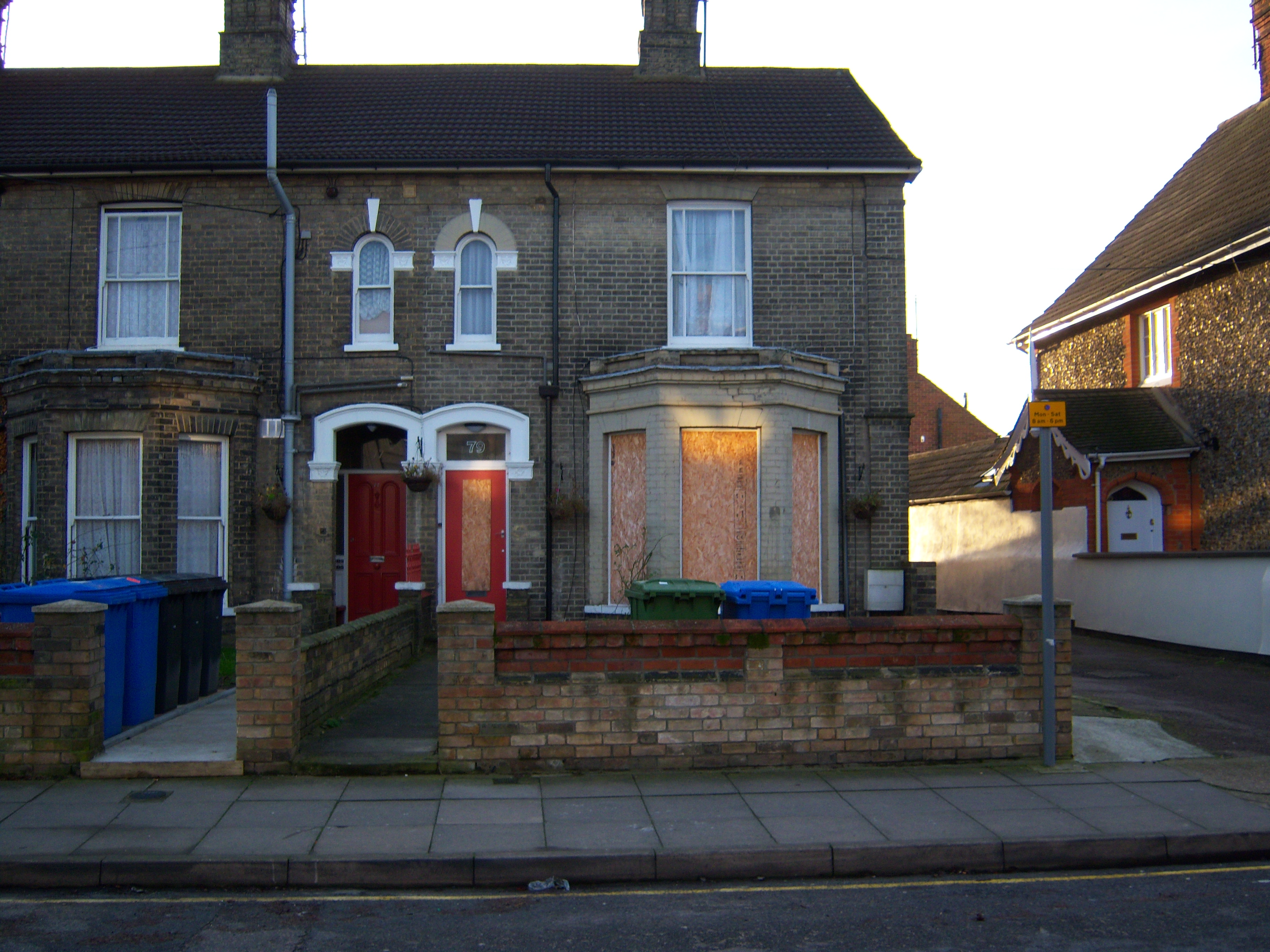
ライトが借りていたイプスウィッチのロンドン・ロード79番地にあるアパート。ライトが逮捕されて以来、2009年2月まで板張りが施されていた。

2006年12月18日、サフォーク警察は37歳の男性を5名の女性を殺害した容疑で逮捕したと発表した。その人物は7時20分にサフォーク州フェリックストーの近くのトリムリー・セント・マーティンにある自宅で逮捕された。12月19日5時、警察は第2の被疑者を逮捕した。その人物はイプスウィッチに住む48歳の男性だった。
12月21日、ガル警視正と公訴局の上席検察官のマイケル・クリンプ (英: Michael Crimp) は共同声明を行い、第2の被疑者はスティーブ・ライトという人物であり、5名の女性全員の殺害の容疑で起訴したことを明かした。
第1の被疑者は公式には名前が明かされなかった。警察は第1の被疑者を保釈したと発表した。第1の被疑者に対してはこれ以上捜査しないことになり、2007年6月6日に保釈が解除された。

## 裁判

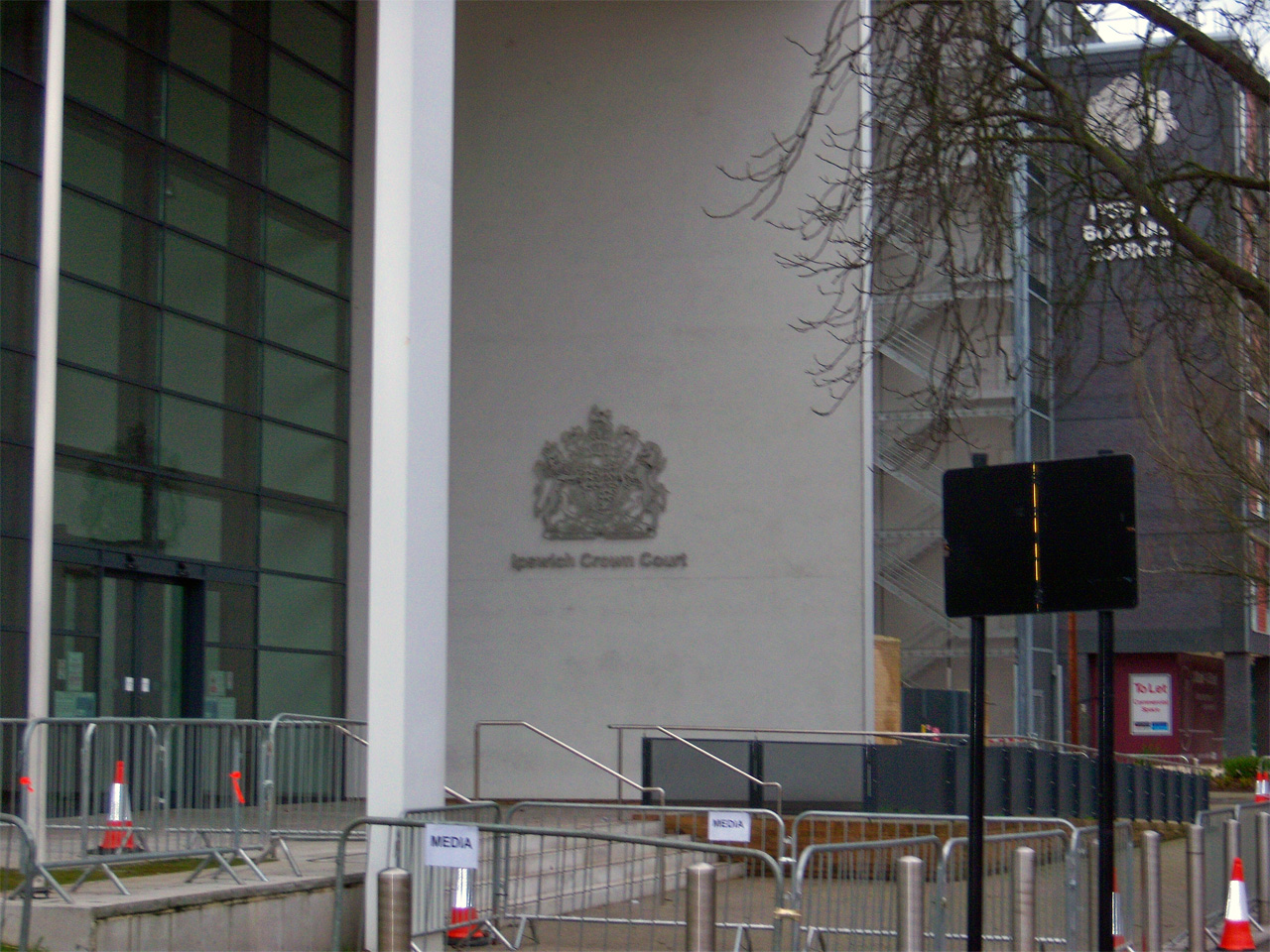
イプスウィッチ刑事法院。メディア関係者向けの囲いがこの事件のために特別に設立された。また、スカイ・ニュースは近くの建物の屋上に仮の拠点を構築した。

ライトは2006年12月22日に治安判事による取り調べを受けて再勾留された。ライトの裁判は2008年1月16日に開始された。最初に選ばれた陪審員の1人が健康状態の都合で務めを続けられなくなり、改めて陪審 (男性9名、女性3名) が選定された。
聴取では、アネリ・アルダートンとアネット・ニコルズの遺体が意図的に十字架に磔にされたような姿勢にされていたこと、DNAの証拠からスティーブ・ライトが被疑者のうちの3名に関与していると確認されたこと、繊維の証拠でも被疑者との繋がりが立証されていることが説明された。
弁護側は、ライトは頻繁に買春を行っており、被害者全員と性交に及んだことがあると主張した。ただし、タニア・ニコルは例外で、ライトは性交するつもりで声を掛けたが、気が変わったようでニコルをイプスウィッチの風俗街に帰したという。しかし、ライトの初期の供述はこの主張と矛盾する。ライトは早朝に風俗街で警察に呼び止められたとき、風俗街にいたことに気付いていなかったと述べ、眠れなかったから車で走り回っていただけであると答えた。ライトが借りていたアパートは風俗街の中にあった。
陪審員たちは、ライトのアパートや遺体の発見現場といった事件に関係する場所に実際に連れられて説明を受けた。
検察官はライトの単独犯ではない可能性を指摘した。アネリ・アルダートンの遺体は道路から少し離れた場所で発見されたが、遺体を1人で引きずって運んだことを示す証拠がなかったためである。
裁判官は事件概要の説示の際に、陪審員に感情を抑えて決断を下すことを求めた。被害者やその家族への同情や、被害者たちの薬物使用歴や職業への嫌悪感から決断を歪めることがないように勧告した。

### 評決

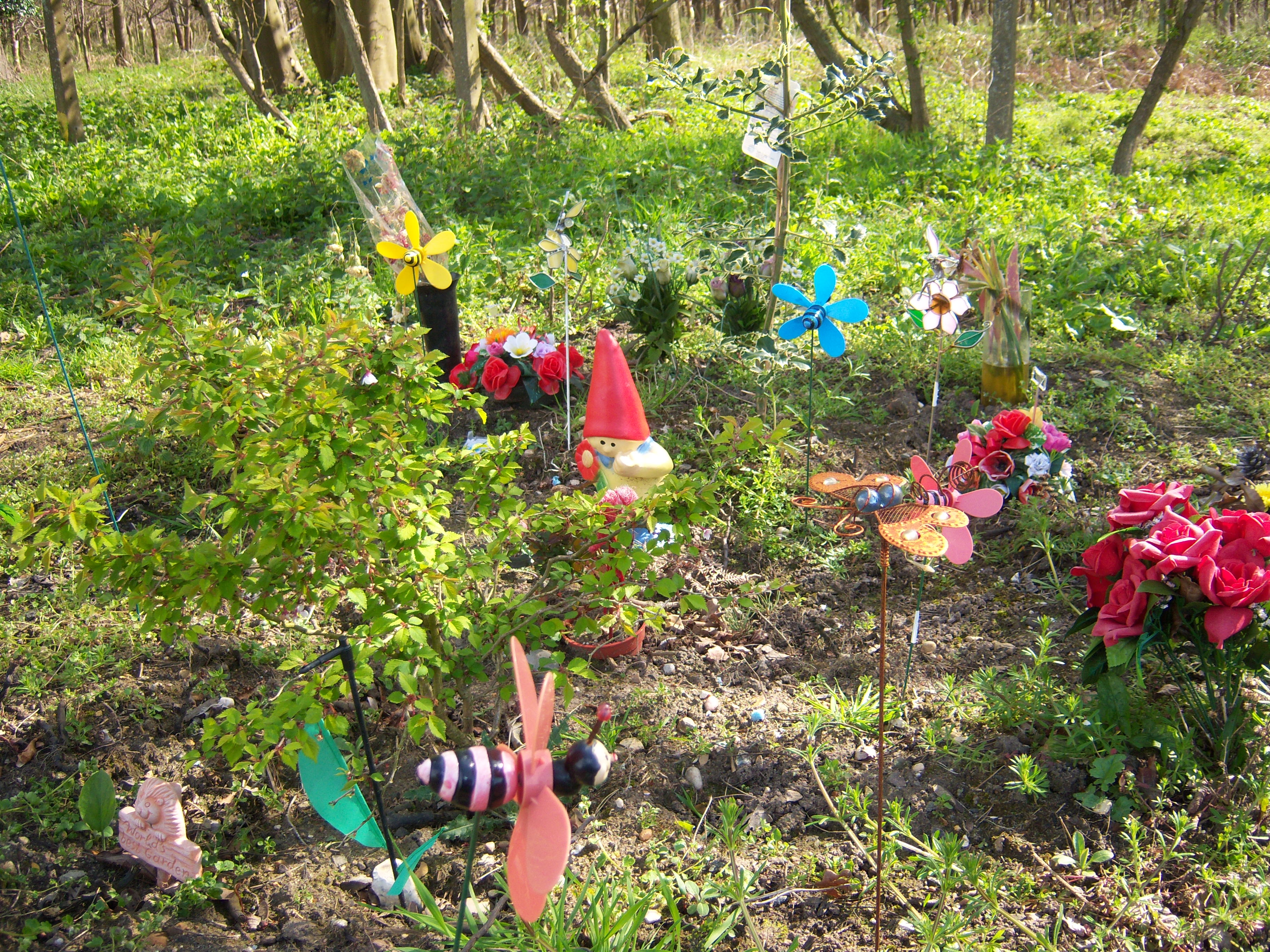
ポーラ・クレネルとアネット・ニコルズの遺体の発見現場付近。2人を追悼している。

2月21日、8時間にわたる審議の末に陪審はライトに対して5件全ての殺人で有罪評決を下した。一般に殺人で有罪になると終身刑が科されるが、裁判官にはライトに仮釈放を認めるか決定する権限があった。検察は仮釈放無しの終身刑を求めた。2月22日、裁判官は計画的な故意の犯行だったことから、検察の求刑通り仮釈放無しの終身刑を言い渡した。
被害者遺族の多くは、ライトには死刑がふさわしいと思っていた。ポーラ・クレネルの義理の兄弟は、ライトの犯行は極刑がふさわしく、5人を惨たらしく殺害した犯人が暖かな場所で食事を与えられて守られ続けることになって残念に思うと述べた。一方でジェンマ・アダムズの父親は、これで一件落着し、これから遺族は自分の人生を生きていくことができると非常に安堵しており、嬉しく思っていると述べた。
ゴードン・ブラウン首相は、この事件は国営のDNAデータベースの重要性を示す実例だったと述べた。

## スティーブ・ライト
スティーブ・ジェラルド・ジェームズ・ライトは1958年4月にノーフォークのアーピンガムという村で生まれた。ライトは学校を卒業した後にマーチャント・ネイビーに加わった。1978年に結婚し、息子を1人儲けたが、後に離婚した。1987年に別の女性と結婚したが、1988年に別居し、その後に離婚した。
職業は港湾労働者、クイーン・エリザベス2の旅客係、トラックの運転手、バーテンダーを経験し、逮捕直前はフォークリフト車運転手の仕事をしていた。1992年には別の愛人との間に再び子供を儲けた。主にギャンブルが原因で多額の借金を背負ったことがあり、破産の申し立てもしていた。2回自殺を試みたことがあり、最初は一酸化炭素中毒で自殺しようとした。2度目は2000年のことで、丸薬の過剰摂取で自殺を試みた。
最後の愛人とは2001年にフェリックストーで出会った。2004年に2人は一緒にイプスウィッチに転居した。ライトは買春していることを認めていた。最初に買春を経験したのはマーチャント・ネイビーに在籍していたときのことで、それから継続的に買春していた。

## メディアの報道
この連続殺人事件はピーター・サトクリフや切り裂きジャックの犯行と結びつけられた。ピーター・サトクリフは「ヨークシャー・リッパー」と呼ばれた連続殺人犯で、1975年から1980年にかけてイングランド北部で13名の女性を殺害した容疑で有罪となった。被害者の多くが売春婦だった。切り裂きジャックはヴィクトリア朝を暗躍した有名な連続殺人者で、こちらも売春婦を標的とした。
多くのメディアが切り裂きジャックの事件が報道された時代のように、この連続殺人事件を引き起こしていると見られる犯人に名前をつけようとした。そのうちの1つが「サフォーク・ストラングラー」で、他にも様々な呼称があった。
報奨金も用意されていた。最初はコール・コネクション (英: Call Connection) という地元の企業が2万5千ポンドの報奨金の提供を申し出た。後に5万ポンドに引き上げた。それからまもなく、新聞社のニュース・オブ・ザ・ワールドが犯人につながる手掛かりに対して25万ポンドの報奨金を提供することを申し出て、報奨金は合計で30万ポンドとなった。

### 報道についての懸念
2006年12月21日、当時、法務長官を務めていたゴールドスミス卿は、サフォーク警察が事件への報道や後の裁判で先入観をもたらす可能性を懸念したことから、メディアに対してガイダンスを示した。ゴールドスミス卿は裁判で先入観が影響する恐れから、逮捕された2人の被疑者についての報道を自制することを勧告した。この事件の上席検察官のマイケル・クリンプも先入観を与える報道に懸念を示した。クリンプはスティーブ・ライトには公正な裁判を受ける権利があると述べ、メディアが法の正当な手続きを歪めないことの重要性を訴えた。

### 事件に関連する問題への報道
この殺人事件により、メディアはイギリスの政治問題に対して再び関心を向けた。
第1の問題は売春である。この連続殺人は、売春婦の生活の脆弱さと、政府による売春問題に対する解決策の欠如を浮き彫りにしてきた。街娼の数を減らすためにより厳罰化すべきか、女性の安全の向上のために売春宿の合法化などの施策を進めるべきか、買春客を罰して買春の需要を標的とすべきかといった論点が沸き起こった。
政府はある時点で小規模の売春宿の合法化について議論してきた。しかし、そのような制度は売春斡旋者や薬物の売人が住宅地区で跋扈することに繋がると考えられ、この案は放棄された。その代わりに法律がより厳格化することになった。2009年警察および犯罪法により、売春を無理強いされている人と金を払って性交することが違法になった。この法律は厳格責任主義的で、買春客が相手が無理強いされて売春していることを知らなくても起訴できる。
第2の問題は薬物乱用である。ドラッグを合法化すべきか、登録された薬物中毒者にドラッグを処方することを認めるべきか、より厳罰化すべきかという論点が浮上した。内務省によるとイギリスの街娼の95%に薬物乱用歴があるという。売春は薬物購入のための手段の1つとなっており、この事件の被害者全員が薬物を購入するために売春していたことが知られている。

## 控訴
2008年3月、ライトが有罪判決と量刑の両方に対して控訴する予定であることが公表された。イプスウィッチで裁判を開くべきでなかったという主張や、証拠が不十分でライトが有罪であると示していないという主張が盛り込まれた。ライトは控訴裁判所に向けて、被害者の5人は皆、衣服や宝石、電話、鞄を奪われていたが、自分の住居や車からはそのような証拠品は発見されていないという主張を記した。この最初の控訴は2008年7月に棄却された。
2008年7月に新たに控訴すると公表された。ライトの家族の中には刑事事件再審査委員会に事件を再調査するように説得することを望んでいた者もいた。しかし2009年2月、ライトはこの控訴を撤回した。
2012年12月に、ライトは3度目の控訴を行う予定であることを公表した。

## 作品化
BBCのドラマ部門はこの殺人事件とその捜査を3部構成でドラマ化した。Five Daughtersと題され、脚本はスティーブン・ブッチャード (英: Stephen Butchard) が担当した。撮影は2009年11月に開始され、BBC Oneで2010年4月25日から27日にかけて放送された。BBCがドラマの製作を発表してから数日後、ポーラ・クレネルの父親が被害者たちの負の側面に光を当てることになると批判した。ライトの兄も将来の再審を脅かすとして批判した。サラ・ランカシャーやイアン・ハートが出演した。
スティーブ・ライトが暮らしていたイプスウィッチの通りの住人たちへのインタビューを元に制作されたミュージカルLondon Roadがロイヤル・ナショナル・シアターで上演された。脚本はアレッキー・ブライス (英: Alecky Blythe) とアダム・コーク (英: Adam Cork) が担当した。このミュージカルは同名の映画に翻案され、2015年にイギリスで公開された。また、この事件はドキュメンタリーシリーズReal Crimeでも特集された。